# Сасокорваро
Сасокорва̀ро (на италиански: Sassocorvaro, на местен диалект Scorbèra, Скорбера) е малко градче в Централна Италия, община Сасокорваро Аудиторе, провинция Пезаро и Урбино, регион Марке. Разположено е на 326 m надморска височина.